# Conxita Bardem i Faust
Conxita Bardem i Faust (Barcelona, el 3 de març de 1918 - el 15 d'abril de 2008) va ser una actriu de teatre i de cinema catalana.
Va començar la seva carrera al principi dels anys quaranta i actuà amb la companyia d'Enrique Jardiel Poncela. Va treballar a Madrid i a Barcelona. Ha participat en diverses pel·lícules, entre les quals destaquen Las largas vacaciones del 36 (1976), de J. Camino, i Bearn (1983), de J. Chávarri. El 1985 interpretà La pregunta perduda o el corral del lleó, de Joan Brossa.
Era neboda de Rafael Bardem, cosina germana del director de cinema Juan Antonio Bardem Muñoz i de la també actriu de cinema Pilar Bardem Muñoz. També era cosina àvia de l'actor oscaritzat Javier Bardem.

## Teatre
- 1955. Antígona de Sòfocles, adaptació de José María Pemán. En el personatge d'Ismene.
- 1963. Don Joan de Ferran Soldevila. Estrenada al teatre Romea, de Barcelona.
- 1969. La amante de Joaquín Calvo Sotelo, estrenada al teatre Moratín, de Barcelona.
- 1985. La pregunta perduda o el corral del lleó, de Joan Brossa. Estrenada al teatre Romea, de Barcelona.
- 1986. Per un si o per un no, de Nathalie Sarraute. Estrenada al teatre Poliorama, de Barcelona.
- 1990. Les tres germanes d'Anton Txékhov. Estrenada al teatre Poliorama, de Barcelona.
- 1995. Arsènic i puntes de coixí, de Joseph Kesselring. Direcció d'Anna Lizaran

## Filmografia
- 1976. Les llargues vacances del 36. Director: Jaume Camino
- 1977. L'obscura història de la cosina Montse, de Jordi Cadena
- 1983. Bearn. Director: Jaime Chávarri
- 1992. La febre d'or. Director: Gonzalo Herralde

## Televisió
- 1976. Salomé, original d'Oscar Wilde. Direcció de Sergi Schaff, a TV2. Protagonitzada per Núria Espert.
- 1989. La granja (mare del Mercadé) va ser el primer culebrot de TV3 que es feia dins el programa de debat La vida en un xip de Joaquim Maria Puyal.